# Sipowicze
Sipowicze (biał. Сіпавічы; ros. Сиповичи) – wieś na Białorusi, w obwodzie witebskim, w rejonie brasławskim, w sielsowiecie Dalekie.

## Historia
W czasach zaborów w granicach Imperium Rosyjskiego.
W 1865 wieś zamieszkiwało 147 osób.
W dwudziestoleciu międzywojennym wieś leżała w Polsce, w województwie nowogródzkim (od 1926 w województwie wileńskim), w powiecie dziśnieńskim (od 1926 w powiecie brasławskim), w gminie Bohiń.
Według Powszechnego Spisu Ludności z 1921 roku wieś zamieszkiwało 168 osób, 88 było wyznania rzymskokatolickiego a 80 prawosławnego. Jednocześnie 52 mieszkańców zadeklarowało polską przynależność narodową, 116 białoruską. Było tu 35 budynków mieszkalnych. W 1931 w 61 domach zamieszkiwały 274 osoby.
Wierni należeli do parafii rzymskokatolickiej w Dalekiem i prawosławnej w Bohiniu. Miejscowość podlegała pod Sąd Grodzki w Opsie i Okręgowy w Wilnie; właściwy urząd pocztowy mieścił się w Bohiniu.